# Línea N8 (EMT Madrid)
La línea N8 de la empresa municipal de autobuses de Madrid es una línea nocturna que conecta la Plaza de Cibeles con Pavones (Moratalaz). Tiene un recorrido similar al de las líneas diurnas 20, 30, 32, 140, 142 y 144.

## Características
La línea, al igual que todas las líneas nocturnas de Madrid de la red de búhos, empieza su camino en la plaza de Cibeles y sus horarios de salida de la misma coinciden de domingo a jueves con los de otras líneas para permitir el transbordo.
La primitiva N8 (creada en octubre de 1974) unía la Plaza de Cibeles con Cuatro Vientos, cubriendo entonces la línea N3 por las noches el distrito de Moratalaz.
Con la ampliación de 11 a 20 líneas en mayo de 1994, la línea N8 pasó a tener el itinerario Pza. Cibeles - Vallecas, siendo entonces la línea N7 Pza. Cibeles - Vicálvaro la que tenía un recorrido similar al de la actual N8.
Finalmente, en la ampliación de 20 a 26 líneas nocturnas en octubre de 2002, línea N8 pasa a circular por Moratalaz como lo hacía la N7 y establece su cabecera en el nuevo barrio de Valdebernardo (Vicálvaro).
A partir de marzo de 2022, la línea pertenece a las cocheras de Entrevías, en el distrito de Puente de Vallecas. Anteriormente, la línea estaba en las cocheras de La Elipa, pero por su cierre por reformas es obligada a trasladarse.
Dentro de Moratalaz y Valdebernardo, la parte final de la línea forma un circuito neutralizado, pasando por zonas muy diferentes en cada sentido de circulación, por lo que a partir del inicio del mismo, un viajero puede seguir viaje más allá de la cabecera sin necesidad de volver a picar billete. Esto es así hasta el 29 de noviembre de 2023, donde se elimina el circuito neutralizado, pasando a hacer el mismo recorrido tanto a la ida como a la vuelta, y estableciendo cabecera en el intercambiador de Pavones. 

## Horarios
| Domingos a jueves y festivos           |                   |                   |                   |                   |                   |                   |                   |                   |                   |                   |                   |                   |                   |                   |                   |
| Cibeles > Pavones                      | Cibeles > Pavones | Cibeles > Pavones | Cibeles > Pavones | Cibeles > Pavones | Cibeles > Pavones | Cibeles > Pavones | Cibeles > Pavones | Pavones > Cibeles | Pavones > Cibeles | Pavones > Cibeles | Pavones > Cibeles | Pavones > Cibeles | Pavones > Cibeles | Pavones > Cibeles | Pavones > Cibeles |
| 00                                     | 01                | 02                | 03                | 04                | 05                | 06                | 07                | 23                | 00                | 01                | 02                | 03                | 04                | 05                | 06                |
| 00 35                                  | 10 45             | 20 55             | 30                | 05 40             | 15                |                   |                   | 40                | 15 50             | 25                | 00 35             | 10 45             | 20                | 00 45             |                   |
| Viernes, sábados y vísperas de festivo |                   |                   |                   |                   |                   |                   |                   |                   |                   |                   |                   |                   |                   |                   |                   |
| Cibeles > Pavones                      | Cibeles > Pavones | Cibeles > Pavones | Cibeles > Pavones | Cibeles > Pavones | Cibeles > Pavones | Cibeles > Pavones | Cibeles > Pavones | Pavones > Cibeles | Pavones > Cibeles | Pavones > Cibeles | Pavones > Cibeles | Pavones > Cibeles | Pavones > Cibeles | Pavones > Cibeles | Pavones > Cibeles |
| 00                                     | 01                | 02                | 03                | 04                | 05                | 06                | 07                | 23                | 00                | 01                | 02                | 03                | 04                | 05                | 06                |
| 00 20 40                               | 00 15 30 45       | 00 15 30 45       | 00 15 30 45       | 00 15 30 45       | 00 20 45          | 15                | 00                | 30 55             | 20 40             | 00 20 35 50       | 05 20 35 50       | 05 20 35 50       | 05 20 35 50       | 10 30 50          | 15                |
| Sólo sábados y vísperas de festivo     |                   |                   |                   |                   |                   |                   |                   |                   |                   |                   |                   |                   |                   |                   |                   |

## Recorrido y paradas

### Sentido Pavones
Partiendo de la Plaza de Cibeles, la línea toma la calle de Alcalá en dirección este pasando junto a la Puerta de Alcalá, tras la cual se desvía por la calle O'Donnell hasta la intersección con la Avenida de Menéndez Pelayo, girando a la derecha por la misma.
La línea circula por esta avenida junto al Parque del Retiro hasta girar a la izquierda por la calle Alcalde Sainz de Baranda, por la que circula hasta la intersección con la calle Doctor Esquerdo, donde gira a la derecha para incorporarse a la misma. Baja entonces por Doctor Esquerdo hasta girar a la izquierda por la calle Los Astros, entrando en el barrio de la Estrella.
Al final de la calle Los Astros, desemboca en Estrella Polar, por la que circula hasta llegar al puente que franquea la M-30, por el que cruza entrando en el distrito de Moratalaz por el Camino de los Vinateros.
Dentro de Moratalaz, la línea sube por el Camino de Vinateros hasta la intersección con la calle del Arroyo de la Media Legua, donde gira a la derecha para incorporarse a ésta, girando poco después a la izquierda por la calle Entrearroyos, que recorre entera hasta la Plaza del Corregidor Sancho de Córdoba, donde toma la calle Arroyo de las Pilillas, que la lleva hasta la Plaza del Encuentro.
Al llegar a la Plaza del Encuentro, sale por la calle Hacienda de Pavones, que recorre hasta la Plaza del Conde de Maceda y Taboada, donde gira a la derecha por la calle Pico de Artilleros, que recorre hasta el final de la misma en la calle Encomienda de Palacios, girando a la izquierda para incorporarse a la misma.
Recorre Encomienda de Palacios hasta el cruce con Fuente Carrantona, calle por la que circula después girando a la izquierda. Aquí empieza el circuito neutralizado. Por Fuente Carrantona llega hasta la intersección con la calle Luis de Hoyos Sainz, donde gira a la izquierda para circular por esta calle hasta la intersección con la calle Pico de Artilleros, que recorre hasta el final (Plaza del Corregidor Licenciado Antonio de Mena), tomando a continuación la Avenida del Doctor García Tapia.
Por esta avenida circula en dirección a Valdebernardo hasta la intersección con el Bulevar Indalecio Prieto, por el que circula girando a la derecha, en la intersección con la calle Juglares. Se dirige por este bulevar hasta la intersección con el Bulevar José Prat, girando a la derecha para incorporarse al mismo.
Por este bulevar sale de Valdebernardo cruzando sobre la M-40 por un puente y entra de nuevo en Moratalaz por la calle Hacienda de Pavones, que recorre hasta el intercambiador de Pavones, donde establece su cabecera.
| Código | Denominación EMT                           | Denominación completa                             | Ubicación                                   | Líneas de la parada                           | Metro            | Otros |
| ------ | ------------------------------------------ | ------------------------------------------------- | ------------------------------------------- | --------------------------------------------- | ---------------- | --- |
| 3655   | Cibeles                                    | Paseo del Prado-Plaza de Cibeles                  | Paseo del Prado Nº1                         | N8                                            | Banco de España  | Líneas N1, N2, N3, N4, N5, N6, N7, N9, N10, N11, N12, N13, N14, N15, N16, N17, N18, N19, N20, N21, N22, N23, N24, N25, N26 y Exprés Aeropuerto (N27) |
| 162    | Puerta de Alcalá-Retiro                    | Puerta de Alcalá                                  | Plaza de la Independencia S/Nº              | 1 2 9 15 19 20 51 52 74 146 N2 N3 N5 N6 N7 N8 | Retiro           | |
| 159    | O'Donnell-Retiro                           | O'Donnell-Av.Menéndez Pelayo                      | Calle de O'Donnell Nº1                      | 20 152 N8                                     |                  | |
| 195    | Menéndez Pelayo-Menorca                    | Av.Menéndez Pelayo-Menorca                        | Avenida de Menéndez Pelayo Nº19             | 20 N8                                         |                  | |
| 196    | Menéndez Pelayo-Sáinz de Baranda           | Alcalde Sáinz de Baranda                          | Calle del Alcalde Sáinz de Baranda Nº16     | N8                                            | Ibiza            | |
| 2160   | Sáinz de Baranda-Maiquez                   | Sáinz de Baranda-Máiquez                          | Calle del Alcalde Sáinz de Baranda Nº40     | 2 15 215 N8                                   |                  | |
| 4712   | Metro Sainz de Baranda                     | Dr.Esquerdo-Sáinz de Baranda                      | Calle del Doctor Esquerdo S/Nº              | 30 56 143 156 N8 NC1                          | Sainz de Baranda | NC2 |
| 4714   | Samaria                                    | Dr.Esquerdo-Samaria                               | Calle del Doctor Esquerdo Nº72              | 30 56 143 156 N8                              |                  | |
| 822    | Astros                                     | Los Astros-Cruz del Sur                           | Calle de los Astros Nº2                     | 20 30 32 N8                                   |                  | |
| 824    | Estrella                                   | Estrella Polar-Pez Austral                        | Calle de la Estrella Polar S/Nº             | 20 30 32 N8                                   |                  | |
| 826    | Vinateros-Centro Comercial                 | Cº Vinateros-M30                                  | Calle del Camino de los Vinateros Nº12      | 20 30 32 N8                                   | Estrella         | |
| 1260   | Vinateros-Media Legua                      | Cº Vinateros-Arroyo Media Legua                   | Calle del Camino de los Vinateros Nº38      | 30 32 N8                                      |                  | |
| 1262   | Media Legua                                | Arroyo de la Media Legua                          | Calle del Arroyo de la Media Legua Nº46     | 30 32 113 N8                                  |                  | |
| 1264   | Entrearroyos                               | Entrearroyos                                      | Calle de Entre Arroyos Nº84                 | 30 32 N8                                      |                  | |
| 1266   | Corregidor Sancho de Córdoba               | Pza.Corr.Sancho Córdoba                           | Plaza del Corregidor Sancho de Córdoba Nº10 | 30 32 N8                                      |                  | |
| 853    | Plaza del Encuentro                        | Hacienda Pavones-Pza.Encuentro                    | Calle de la Hacienda de Pavones Nº4         | 20 30 100 N8                                  |                  | |
| 837    | Hacienda de Pavones-Alonso de Tobar        | Hacienda Pavones-Alonso Tobar                     | Calle de la Hacienda de Pavones Nº8         | 20 30 100 N8                                  |                  | |
| 838    | Hacienda de Pavones-Cañada                 | Hacienda de Pavones-Cañada                        | Calle de la Hacienda de Pavones Nº8         | 20 30 100 N8                                  |                  | |
| 51014  | Pico de Artilleros-Corregidor Conde Maceda | Pico de los Artilleros-Pza.Conde Maceda y Taboada | Calle del Pico de los Artilleros Nº156      | 20 N8                                         |                  | |
| 1995   | Encomienda de Palacios-Pico Artilleros     | Encomienda Palacios-Pico Artilleros               | Calle de la Encomienda de Palacios Nº146    | 8 N8                                          |                  | |
| 1996   | Encomienda de Palacios-Tacona              | Encomienda Palacios-Tacona                        | Calle de la Encomienda de Palacios Nº250    | 8 N8                                          |                  | |
| 848    | Fuente Carrantona-Encomienda de Palacios   | Fte.Carrantona-Encomienda Palacios                | Calle de la Fuente Carrantona Nº6           | 142 144 N8                                    |                  | |
| 3334   | Fuente Carrantona-Hacienda de Pavones      | Fte.Carrantona-Hacienda Pavones                   | Calle de la Fuente Carrantona S/Nº          | 142 144 N8                                    | Pavones          | |
| 1056   | Fuente Carrantona-Luis de Hoyos            | Fte.Carrantona-Luis Hoyos Sáinz                   | Calle de la Fuente Carrantona Nº16          | 100 140 E4 N8                                 |                  | |
| 2289   | Luis de Hoyos                              | Luis de Hoyos Sáinz Nº52                          | Calle de Luis de Hoyos Sáinz Nº52           | 32 N8                                         |                  | |
| 4641   | Pico Artilleros                            | Pico de los Artilleros                            | Calle del Pico de los Artilleros Nº13       | 30 32 N8                                      |                  | |
| 1272   | Pico Artilleros-García Tapia               | Pico Artilleros-Pza.Corr.Lic.A.Mena               | Calle del Pico de los Artilleros Nº2        | 30 32 N8                                      |                  | |
| 1274   | García Tapia-Molina de Segura              | Dr.García Tapia-Molina de Segura                  | Avenida del Doctor García Tapia Nº133       | 30 N8                                         |                  | |
| 5884   | García Tapia-Oberón                        | Dr.García Tapia-Oberón                            | Avenida del Doctor García Tapia Nº210       | 30 N8                                         |                  | |
| 1278   | Fuente Carrantona-García Tapia             | Dr.García Tapia Nº216                             | Avenida del Doctor García Tapia Nº216       | 30 N8                                         |                  | N203 |
| 4757   | García Tapia-Laponia                       | Dr.García Tapia-Laponia                           | Avenida del Doctor García Tapia Nº226       | 30 100 N8                                     |                  | |
| 1829   | Valdebernardo                              | Indalecio Prieto-Juglares                         | Bulevar de Indalecio Prieto Nº16            | 8 71 130 N8                                   |                  | |
| 1827   | Indalecio Prieto-Los Pinillas              | Indalecio Prieto-Los Pinillas                     | Bulevar de Indalecio Prieto Nº26            | 8 71 130 N8                                   | Valdebernardo    | |
| 3498   | Indalecio Prieto-José Prat                 | José Prat-Indalecio Prieto                        | Bulevar de José Prat Nº15                   | N8                                            |                  | |
| 4374   | Centro de Salud Pavones                    | Hacienda Pavones-Luis Hoyos Sáinz                 | Calle de la Hacienda de Pavones Nº261       | 8 30 71 E4 N8                                 |                  | |
| 4422   | Pavones                                    | Área Intermodal de Pavones                        | Calle de la Hacienda de Pavones Nº342       | 30 N8                                         | Pavones          | |

### Sentido Plaza de Cibeles
El recorrido es igual a la ida pero en sentido contrario excepto el paso por Alcalde Sainz de Baranda, que en este sentido es por la calle Ibiza, así como la llegada a la Plaza de Cibeles, tomando desde la Puerta de Alcalá las calles Alfonso XII y Montalbán.
| Código | Denominación EMT                            | Denominación completa                              | Ubicación                                | Líneas de la parada  | Metro            | Otros |
| ------ | ------------------------------------------- | -------------------------------------------------- | ---------------------------------------- | -------------------- | ---------------- | --- |
| 4422   | Pavones                                     | Área Intermodal de Pavones                         | Calle de la Hacienda de Pavones Nº342    | 30 N8                | Pavones          | |
| 4373   | Centro de Salud Pavones                     | Hacienda Pavones-Centro de Salud                   | Calle de la Hacienda de Pavones Nº271    | 8 71 E4 N8           |                  | |
| 3498   | José Prat-Indalecio Prieto                  | Bulevar José Prat-Indalecio Prieto                 | Bulevar de José Prat Nº18                | E4 N8                |                  | |
| 1826   | Indalecio Prieto-Los Pinillas               | Indalecio Prieto-Los Pinillas                      | Bulevar de Indalecio Prieto Nº27         | 8 71 130 N8          | Valdebernardo    | |
| 1828   | Indalecio Prieto-Los Juglares               | Indalecio Prieto-Juglares                          | Bulevar de Indalecio Prieto Nº13         | 8 71 130 N8          |                  | |
| 4758   | García Tapia-Laponia                        | Dr.García Tapia-Rabat                              | Avenida del Doctor García Tapia Nº161    | 30 100 N8            |                  | |
| 1327   | Fuente Carrantona-García Tapia              | Dr.García Tapia-Fte.Carrantona                     | Avenida del Doctor García Tapia Nº155    | 30 N8                |                  | N203 |
| 1277   | García Tapia-Oberón                         | Dr.García Tapia-Fobos                              | Avenida del Doctor García Tapia Nº147    | 30 N8                |                  | |
| 1275   | García Tapia-Molina de Segura               | Dr.García Tapia-José Bergamín                      | Avenida del Doctor García Tapia Nº133    | 30 N8                |                  | |
| 1273   | Corregidor Antonio Mena                     | Pza.Corr.Licenciado A.Mena                         | Calle del Pico de los Artilleros Nº2     | 30 32 N8             |                  | |
| 4640   | Pico Artilleros                             | Pico de los Artilleros                             | Calle del Pico de los Artilleros Nº52    | 30 32 N8             |                  | |
| 2289   | Luis de Hoyos                               | Luis de Hoyos Sáinz Nº52                           | Calle de Luis de Hoyos Sáinz Nº50        | 32 N8                |                  | |
| 1057   | Fuente Carrantona-Luis de Hoyos             | Fte.Carrantona-Luis Hoyos Sáinz                    | Calle de la Fuente Carrantona Nº11       | 100 140 E4 N8        |                  | |
| 1057   | Fuente Carrantona-Hacienda de Pavones       | Fte.Carrantona-Hacienda Pavones                    | Calle de la Fuente Carrantona Nº7        | 142 144 N8           | Pavones          | |
| 3336   | Fuente Carrantona-Encomienda de Palacios    | Fuente Carrantona-Encomienda de Palacios           | Calle de la Fuente Carrantona S/Nº       | 142 144 N8           |                  | |
| 849    | Encomienda de Palacios-Tacona               | Encomienda Palacios-Tacona                         | Calle de la Encomienda de Palacios Nº189 | 8 20 N8              |                  | |
| 850    | Encomienda de Palacios-Pico Artilleros      | Encomienda Palacios-Pico Artilleros                | Calle de la Encomienda de Palacios Nº189 | 8 20 N8              |                  | |
| 51013  | Hacienda de Pavones-Corregidor Conde Maceda | Hacienda de Pavones-Pza. Conde de Maceda y Taboada | Calle de la Hacienda de Pavones Nº109    | 20 30 N8             |                  | |
| 839    | Hacienda de Pavones-Cañada                  | Hacienda Pavones-Cañada                            | Calle de la Hacienda de Pavones Nº93     | 20 30 100 N8         |                  | |
| 851    | Hacienda de Pavones-Alonso de Tobar         | Hacienda Pavones Nº 15                             | Calle de la Hacienda de Pavones Nº19     | 20 30 100 N8         |                  | |
| 852    | Plaza del Encuentro                         | Pza.del Encuentro                                  | Plaza del Encuentro Nº1                  | 20 30 N8             |                  | |
| 4475   | Corregidor Sancho de Córdoba                | Entrearroyos-Corr.Sancho Córdoba                   | Calle de Entre Arroyos Nº33              | 30 32 N8             |                  | |
| 1265   | Entrearroyos                                | Entrearroyos-Iglesia                               | Calle de Entre Arroyos Nº17              | 30 32 N8             |                  | |
| 1263   | Media Legua                                 | Arroyo Media Legua-Entrearroyos                    | Calle del Arroyo de la Media Legua Nº46  | 30 32 113 N8         |                  | |
| 1261   | Vinateros-Media Legua                       | Cº Vinateros-Arroyo Media Legua                    | Calle del Camino de los Vinateros Nº29   | 30 32 N8             |                  | |
| 827    | Vinateros-Calle 30                          | Cº Vinateros-M30                                   | Calle del Camino de los Vinateros Nº3    | 20 30 32 N8          | Estrella         | |
| 825    | Estrella                                    | Estrella Polar-Pez Austral                         | Calle de la Estrella Polar Nº13          | 20 30 32 N8          |                  | |
| 823    | Astros-Cruz del Sur                         | Los Astros-Cruz del Sur                            | Calle de los Astros Nº7                  | 20 30 N8             |                  | |
| 4712   | Metro Sainz de Baranda                      | Dr.Esquerdo-Sáinz de Baranda                       | Calle del Doctor Esquerdo Nº95           | 30 56 143 156 N8 NC2 | Sainz de Baranda | NC1 |
| 199    | Ibiza-Máiquez                               | Ibiza-Máiquez                                      | Calle de Ibiza Nº43                      | 2 N8                 |                  | |
| 197    | Ibiza-Narváez                               | Ibiza-Narváez                                      | Calle de Ibiza Nº19                      | N8                   | Ibiza            | |
| 194    | Menéndez Pelayo-Menorca                     | Av.Menéndez Pelayo-Menorca                         | Avenida de Menéndez Pelayo Nº19          | 20 152 N8            |                  | |
| 158    | O'Donnell-Retiro                            | O'Donnell-Av.Menéndez Pelayo                       | Calle de O'Donnell Nº9                   | 2 20 28 N6 N8        |                  | |
| 2171   | Puerta de Alcalá                            | Alfonso XII-Pta.de Alcalá                          | Calle de Alfonso XII Nº2                 | 19 N2 N3 N8          | Retiro           | |
| 3655   | Cibeles                                     | Paseo del Prado-Plaza de Cibeles                   | Paseo del Prado Nº1                      | N8                   | Banco de España  | Líneas N1, N2, N3, N4, N5, N6, N7, N9, N10, N11, N12, N13, N14, N15, N16, N17, N18, N19, N20, N21, N22, N23, N24, N25, N26 y Exprés Aeropuerto (N27) |

## Galería de imágenes

Mapa zonal de la estación de metro de Pavones con los recorridos de las líneas de autobuses, entre las que aparece el N8.